# Astylos z Krotony
Astylos z Krotony (gr. Ἄστυλος) – starożytny grecki biegacz, olimpijczyk.
Trzy razy z rzędu, w roku 488, 484 i 480 p.n.e. zwyciężył w biegu na stadion oraz w diaulosie. Za trzecim razem odniósł także zwycięstwo w biegu w zbroi, co dało mu zaszczytny tytuł potrójnego triumfatora (triastes). Pierwsze zwycięstwa odniósł reprezentując ojczystą Krotonę. Potrójny triumf w 480 p.n.e. odniósł już jednak jako reprezentant Syrakuz, przekupiony przez Hierona. Oburzeni rodacy zburzyli wówczas wystawiony mu wcześniej posąg, a jego dom zamienili w więzienie.